# 蠣崎光広
蠣崎 光広（かきざき みつひろ）は、室町時代後期から戦国時代にかけての武将。

## 略歴
康正2年（1456年）、武田信広の嫡男として誕生。
父・信広の後を継いで本拠をそれまでの上国から松前の大館に移し、蝦夷の経営に力を注いだ。永正12年（1515年）または永正16年（1519年）のショヤコウジ兄弟の戦い等にも関与している。
永正15年（1518年）、死去。

## 系譜
- 父：武田信広（1431-1494）
- 母：蠣崎季繁養女 - 安東政季の娘
- 室：不詳
  - 女子：
  - 男子：蠣崎義広（1479-1545）
  - 男子：蠣崎高広
  - 男子：松前基広